# Musōyama Masashi
Musōyama Masashi (jap. 武双山 正士; * 14. Februar 1972 in Mito, Präfektur Ibaraki, Japan als Oso Takehito (尾曽 武人)) ist ein ehemaliger japanischer Sumōringer.
Musōyama gab im Januar 1993 sein Debüt, nachdem er zuvor ein erfolgreicher Amateursumotori gewesen war. Deshalb wurde es ihm gestattet, bereits in der Makushita-Division als Makushita-Tsukedashi anzutreten. Diesen Rang bekommen erfolgreiche Amateursumotori, wenn sie in das Profilager überwechseln.
Schnell konnte er durch starke Leistungen überzeugen und gewann gleich seine ersten beiden Turniere, ohne einen Kampf zu verlieren. Bereits im September 1993 gab er sein Debüt in der Makuuchi-Division und setzte hier seinen Höhenflug fort. So wurde er bald als Ōzeki-Kandidat gehandelt. Jedoch wurde er durch Verletzungen immer wieder gestoppt, und zunächst schien es so, als ob er ein ewiger Sanyaku (Kämpfer der Ränge Komusubi und Sekiwake) bleiben würde. Doch nachdem er beim Turnier in Fukuoka 1999 ein gutes 10-5 als Komusubi erzielt hatte, schaffte er im Januar überraschend den Turniersieg mit einem guten 13-2 und wurde dazu noch mit den Sonderpreisen für Kampfgeist und herausragende Leistung ausgezeichnet. Nun stand ihm endlich die Tür zum Ozeki offen, und er nutzte seine Chance und sicherte sich mit einem starken 12-3 und dem Preis für gute technische Leistungen den Ozekirang. Im nächsten Turnier konnte er wegen einer Rückenverletzung nicht antreten und auch im folgenden Turnier in Nagoya litt er noch darunter, so dass er sang- und klanglos mit einem 4-11 seinen Rang gleich wieder verlor. Doch eroberte er sich den Rang mit einem 10-5 beim Aki Basho 2000 in Tokio wieder zurück. Jedoch konnte er von da an kaum noch an seine Leistungen früherer Zeiten anknüpfen. Nur noch beim Frühjahrsturnier 2001 in v gelang es ihm, mehr als zehn Siege zu holen. Ab dem Jahr 2002 litt er immer häufiger unter Verletzungen, so dass er mehrmals Kadoban-Ozeki wurde und teilweise große Mühe hatte, den Ozekirang zu verteidigen. Ende 2004 trat er schließlich zurück. Er blieb aber dem Sumo als Fujishima Oyakata in seinem Stall Musashigawa erhalten und ist heute des Öfteren als Shinpan (Außenrichter) zu sehen. Am 29. September 2010 übernahm er das Musashigawa-Beya seines Stallmeisters und benannte es entsprechend seinem Oyakata-Titel in Fujishima-Beya um.
Musoyamas Kampfstil war, wie der vieler seiner Stallkollegen, auf Schlag- und Stoßtechniken ausgerichtet. Er war aber auch ein flexibler Techniker und konnte genauso gut mit Yotsu-sumo-Techniken gewinnen. Sein massiger Körper von 175 kg bei einer Größe von 1,84 m kam ihm dabei entgegen.